# Hans Sigismund von Beerfelde
Hans Sigismund von Beerfelde (geb. 18. September 1726 in Lossow; gest. 20. Juni 1788 ebenda) war ein preußischer Capitain und Landrat.

## Leben

### Herkunft
Hans Sigismund von Beerfelde war Angehöriger des Adelsgeschlechts Beerfelde. Er war der Sohn von Adolph Friedrich von Beerfelde (1687–1742), Königlich-Preußischer Geheimrat, Deichhauptmann und Erbherr auf Lossow, und Hedwig Emilie, geb. von Sydow (1698–1769). Sein Bruder Christian Wilhelm von Beerfelde (1731–1792) war ab 1777 Landrat des Landsberger Kreises.

### Werdegang
Hans Sigismund von Beerfelde trat in die Preußische Armee ein und wurde im Siebenjährigen Krieg Adjutant des Generals von Tauentzien. Nach 20 Jahren Dienstzeit wurde er im Rang eines Capitains vom Militärdienst verabschiedet. Nachdem er 1778 Rat bei der mittelmärkischen Ritterschaft geworden war, übernahm er auch die Funktion des Kreisdeputierten im Landkreis Lebus. Im März 1781 wählten ihn die Stände zum Nachfolger von Friedrich Heinrich von Podewils als Landrat des Landkreises Lebus, die Bestallung erfolgte noch im gleichen Monat. Das Amt als Landrat übte er bis zum Jahr 1788 aus, Nachfolger wurde sein Schwiegersohn Carl Heinrich von Schöning, der ihn bereits zuvor aufgrund seines Alters adjungiert hatte.
Friedrich II bot ihm eine Stelle als Chefminister für das Handels- und Fabrikwesen im Staatsministerium an, was von Beerfelde mit den Worten ablehnte:
Ich habe nur im Militair gedient, bin schon bei Jahren und in der Sache nicht bewandt; Ew. Majestät werden mir eine Gnade erweisen, wenn ich Ihnen auf meinem Landrathsposten ferner dienen darf.
Der König antwortete:
Mein lieber Beerfelde, Er ist ein eiserner Mann, gehe Er in Gottes Namen, ich bleibe doch sein Freund.
Er war ab 1740 Ehrenritter des Johanniterordens.

### Familie
Hans Sigismund von Beerfelde war Erbherr auf Lossow und mit Beate Christiane (1755–1804), geb. von Below aus dem Hause Großwelka in der Oberlausitz, verheiratet. Ihre Kinder waren:
- Philippine Auguste (1783–1809) ∞ Friedrich von Pfeil und Klein Ellguth (1780–1857)
- Adolph Ferdinand (1785–1804)
- Charlotte ∞ Carl Heinrich von Schöning, Nachfolger von Hans Sigismund von Beerfelde als Landrat von Lebus (erste Ehe)
- Amalie ∞ Carl Heinrich von Schöning, Heirat nach dem Tod der Schwester Charlotte